# شیل (سنگ)
شِیل یا پَلمه‌سنگ (انگلیسی: Shale) نوعی سنگ رسوبی آواری دانه‌ریز است که از ترکیب کانی رس و دیگر کانی‌ها و ذرات در اندازه لای، به‌ویژه کوارتز و کلسیت تشکیل شده‌است. نسبت رس به دیگر کانی‌ها متغیر است. پلمه‌سنگ با شکستگی‌ها یا لایه‌بندی موازی با ضخامت کمتر از یک سانتی‌متر شناخته می‌شود.
پلمه‌سنگ دانه‌ریزترین سنگ رسوبی آواری است. لایه لایه است و قسمت اعظم آن را مواد رسی تشکیل داده‌است.
کلسیت و سیلیس رنگ آن را روشن می‌کنند و ترکیبات آهن سبب قرمز شدن آن می‌شوند. در صورتی‌که همراه شیل، مواد آلی پوسیده وجود داشته باشد، رنگ سنگ متمایل به خاکستری و سیاه خواهد شد.